# FK 잘기리스
FK 잘기리스(리투아니아어: futbolo klubas Žalgiris)는 빌뉴스를 연고로 하는 리투아니아의 축구 클럽이다. 현재는 A 리가에 참가하고 있다.

## 성적
- A 리가
  - 우승 11회 (1991, 1992, 1999, 2013, 2014, 2015, 2016, 2020, 2021, 2022, 2024)
- 리투아니아 컵
  - 우승 5회 (1991, 1993, 1994, 1997, 2003)
- 리투아니아 슈퍼컵
  - 우승 8회 (2003, 2013, 2014, 2015, 2016, 2017, 2020, 2023)

### 국내 대회 성적
| 시즌 | 순위 | @      |
| ---- | ---- | ------ |
| 2015 | 1위  | [ 1 ]  |
| 2016 | 1위  | [ 2 ]  |
| 2017 | 2위  | [ 3 ]  |
| 2018 | 2위  | [ 4 ]  |
| 2019 | 2위  | [ 5 ]  |
| 2020 | 1위  | [ 6 ]  |
| 2021 | 1위  | [ 7 ]  |
| 2022 | 1위  | [ 8 ]  |
| 2023 | 2위  | [ 9 ]  |
| 2024 | 1위  | [ 10 ] |

## 선수 명단

### 현역
참고: FIFA 자격 규정에 따라 소속된 국가대표팀 국기를 표시합니다. 선수는 복수의 FIFA 비회원국 국적을 가지고 있을 수 있습니다.
| 번호 | 포지션 | 국적   | 이름      |
| ---- | ------ | ------ | --------- |
| 26   | DF     | 코모로 | 윤 자하리 |

| 번호 | 포지션 | 국적 | 이름 |
| ---- | ------ | ---- | ---- |

## 역대 감독
| 감독                    | 임기        |
| ----------------------- | ----------- |
| 아르미나스 나르베코바스 | 2006 ~ 2007 |